# مارتن جارالاجا
مارتن جارالاجا (بالإنجليزية: Martin Garralaga)‏ مواليد 10 نوفمبر 1894 - الوفاة 12 يونيو 1981، هو ممثل أمريكي.

## الأعمال
- كازبلانكا
- ذا لاست بانديت
- ثلوج كليمنجارو

## روابط خارجية
- مارتن جارالاجا على موقع IMDb (الإنجليزية)
- مارتن جارالاجا على موقع ميوزك برينز (الإنجليزية)
- مارتن جارالاجا على موقع تيرنر كلاسيك موفيز (الإنجليزية)
- مارتن جارالاجا على موقع قاعدة بيانات الفيلم (الإنجليزية)